# Music Genome Project
Music Genome Project (doslovno Projekt glazbenog genoma) je projekt kojeg je siječnja 2000. osnovao Tim Westergren. Projekt je predvodila skupina glazbenika i tehničara radi "hvatanja biti glazbe do svoje primarne čestice", razmatrajući više od 400 atributa i svojstva za opisivanje pjesama.
Projekt Music Genome rabi se empirijski u internetskom radiju Pandora (web radio) kod kojeg se reprodukcija glazbe temelji se na korisničkim glazbenim preferencijama. Korisnici su pozvani kreirati "radijsku postaju" određivanjem imena pojedinih umjetnika ili pjesme, a algoritam iz Pandore rabi te informacije za odabir i slušanje glazbe.
Budući da je algoritam odabire pjesme temelji se na glazbenim karakteristikama, a ne prema popularnosti izvođača ili prodaja, servis Pandora korisnici vrlo cijene, jer ima sposobnost "predlagati" pjesme glazbenika koji su malo poznati. Iz toga razloga pruža izvrsnu pozornicu nepoznatim umjetnicima.

## Vanjske poveznice
- "The Music Genome Project"
- Pandora
- Interview  Arhivirana inačica izvorne stranice od 18. srpnja 2011. (Wayback Machine) - Razgovor s Timom Westergrenom, Pandora Media